# Humberto Álvarez (músico)
Humberto Álvarez es un músico y compositor mexicano. Es conocido por haber sido fundador  e integrante de grupos influyentes en las años 80 y 90 como M.C.C. Música y ContraCultura, Casino Shanghai y Sangre Asteka.
Hace música para cine, TV, documentales, radio, danza, teatro y multimedia. Hace mantras en nahuatl desde 1997. Toca cuencos tibetanos desde 1998. 
Es terapeuta de sonido y hace sound healing desde 2002.

## Biografía
Su padre es Tío Herminio, nombre artístico de Herminio Álvarez Rodríguez pionero en la música infantil en México -primer "tío" de la TV-, y su madre Ana María Gutiérrez, cantante y actriz conocida como "La mujer hecha melodía".
Su primera banda fue Magic Anvil tocando la guitarra eléctrica junto con su amigo y vecino Walter Schmidt y su compañero de escuela Federico Luna. Década de los 70.
Estudios de música antigua europea, clavecín y composición en el Conservatorio Nacional de Música con Enrique Aracil, Luisa Durón, Mario Lavista y Daniel Catán.
En 1979 Álvarez militaba en el Grupo Lambda de Liberación Homosexual. En el contexto de las luchas por la diversidad sexual en México y la organización de la primera Marcha del Orgullo Gay, cuando las primeras marchas tenían un carácter político y de denuncia ante las redadas, razzias y operativos arbitrarios y violentos contra la disidencia sexual. En 1980 formó el grupo M.C.C. Música y ContraCultura, junto con Jorge Velasco y el cantante Mario Rivas. componiendo la música original con influencia de ELP, Yes, Il Balletto di Bronzo,entre otros. Y aires de la música regional mexicana. También por las lecturas de la generación Beat (Allen Gingsberg-a quien conoció en persona-, Jack Kerouak y William Burroughs). La lectura del libro El nacimiento de una contracultura del sociólogo Theodore Roszak. Ed. Kairós. El estilo musical de MCC música y contracultura era progresivo y experimental. Con letras poéticas de reivindicación contracultural.  
En 1984 formó parte del grupo de New Wave Broken Heart de Carol McQuire,tocando teclados, donde también participaba Norberto Nandayapa en la marimba.En 1985 integró el proyecto Casino Shanghai, uno de los pioneros en la música synthpop en México, movimiento iniciado por el grupo Syntoma años antes.  
En 1986 participó en el disco Comala junto a los músicos Tribu,Jorge Reyes y Arturo Meza. 
Entre 1984 y 1987 se presenta con infinidad de perfomances musicales al lado de Walter Schmidt, Mario Lafontaine, Lorenzo Lagrava, Carlos Robledo, Vico Robledo, Illy Bleeding y otros artistas. En foros de la CDMX como El Ágora, Gandhi, Disco Bar el 9 entre otros. 
En 1986 formó la banda Sangre Asteka junto al músico Federico Luna, proyecto al cual se integró posteriormente José Manuel Aguilera. Esta agrupación se caracterizaría, además de la escritura de letras poéticas que aludían a la historia de Mesoamérica, por la introducción al rock del acordeón, un instrumento tradicional de la música norteña. La primera presentación de Sangre Asteka se llevó a cabo en agosto de 1986 en el Foro del Dinosaurio del Museo del Chopo (ahora Museo Universitario del Chopo). La primera alineación del grupo fue: Humberto Alvarez: voz, acordeón, letra y música de las canciones. Federico Luna: batería, Jesús González: guitarra y Mingo Nieto: bajo. Entre el público se encontraba José Manuel Aguilera. 
También en 1986 compuso el soundtrack para la película "Crónica de familia" ópera prima de Diego López Rivera. Protagonizada por Alfonso André, Claudia Ramírez, Ernesto Gómez Cruz y Ana Silvetti.
En 1987 forma el dueto cómico-musical Los contentos del Sangoloteyo al lado de Lorenzo El Pollo Lagrava.
En 1991 se le otorga el premio al mejor instrumentista (acordeón) por la prensa especializada y banda revelación de rock de ese año (Sangre Asteka) en el Auditorio Nacional.
Álvarez dejó la agrupación de Sangre Asteka por motivos personales en 1992 y se mudó a Malinalco, sitio en donde estudió náhuatl y comenzó un estilo musical diferente iniciando así su carrera como solista,escribiendo mantras en nahuatl y grabando discos con artistas invitados como Eugenia León, Betsy Pecanins, Antonio Zepeda, Richard Villalón, miembros del grupo Tribu, Mercedes Christlieb, Enrique Quezadas, Leonora Espinoza y Valentina Ortiz. Crea una trilogía dedicada a la figura de Malinalxochitl y su estirpe. Malinalxochitl danza y canto lunar. Copil,danza y música transpersonal y Teonanakatl, divina carne.
Más tarde crea el Ritual Escénico "Soplo de Fuego": un performance unipersonal de carácter espiritual y ecléctico con danza y música originales. Letras en nahuatl. Presentándose en Los Angeles, San Antonio Texas, Seattle, Vancouver y San Francisco. Infinidad de veces en diversos foros, festivales y teatros de México.
Toca cuencos tibetanos desde 1998. En ese año se presenta en el St. Marks Place de Manhattan haciendo la música original en vivo para la coreografía Holy Perverts de Jaime Ortega con un grupo de músicos de Nueva York.
En 2005 empieza sus estudios en Sound Healing (sanación por medio del sonido) en el Esalen Institute de California con David Hykes. Luego en 2002 toma clases y sesiones con Wayne Perry en el Sound Therapy Center de Los Angeles. Clases de voz y toning con Florence Riggs. Se presenta en el Mayan Theater de Los Angeles tocando material de sus discos Malinalxochitl y Copil con un grupo de músicos locales.
En 1999 Conduce y produce el programa Arriba el Norte durante más de diez años en Radio Educación donde da a conocer el Canto Cardenche, La Picota, la música de cuerdas de la Comarca Lagunera, shotis, mazurkas, polcas y huapangos. Los estilos Tex Mex y las nuevas propuestas de la música norteña y chicana. Crea en 2003 el grupo Los Astekas del Norte componiendo polcas, huapangos, redovas y shotis. Se presenta en el CENART y en el Alcazar del Castillo de Chapultepec en un evento por la Paz con la presencia de Rigoberta Menchú y María Félix.
En 2010 continúa con sus estudios de terapia de sonido en un retiro intensivo de nueve días Healing Sounds Intensive en el Sunrise Ranch de Colorado con Jonathan Goldman, Vicky Dodd y Laraaji. Laraaji es un artista neoyorkino dedicado a la música minimalista cuyos discos han sido producidos por Brian Eno.
Curso de voice and body percussion con Dawn Pemberton en Vancouver, Canada.
En 2016 comienza el proyecto de composición y grabación de su disco Mantras en nahuatl con las voces de Cecilia Toussaint, Alfonso André, Poncho Figueroa,José Manuel Aguilera, Luis perez Ixoneztli y Qüirio.
En 2021 retoma nuevamente el proyecto de Sangre Asteka para grabar un nuevo disco al lado del guitarrista y productor musical Gustavo Jacob.
Compone nuevas canciones para el disco Renacer y ha estado publicando sencillos en las plataformas desde 2021.
Reconocimiento en 2025 por parte del Tianguis Cultural del Chopo por su carrera musical de más de 46 años.
En el nuevo disco de Sangre Asteka llamado Renacer invita a Cecilia Toussaint, Alfonso André,Piro Pendas,Ernesto Bola Domene,Federico Luna, Ricardo Jacob, Enrique Vela, Germán Quintero,Axel Margalli, Ernick Romero, Adolfo Romero,Juan Antonio Arévalo y Julián André.

## Discografía

### Álbumes de estudio
- Malinalxóchitl (Lejos del paraíso, 1993)
- Copil (Lejos del paraíso, 1995)
- Teonanákatl (Lejos del paraíso, 1997)
- Omasik Mestli (Prodisc, 2010)
- Concierto de armónicos.Eklektiko Producciones.2011
- Sincronía hemisférica Eklektiko Producciones, 2012
- Mantras en nahuatl.Eklektiko Producciones. 2016
- Demos. Ekléktiko Producciones. 2019
- Tonantzin, polkas lokas. Eklektiko Producciones. 2019
- Tu luz..Eklektiko Producciones.2020
- Accord. Eklektiko Producciones.2020
- Nikan. Eklektiko Producciones.2021
- Marte. Eklektiko Producciones.2022
- Músicas visuales vol I. Eklektiko Producciones.2022
- Músicas Visuales Vol II. Eklektiko Producciones.2023

### Con M.C.C. Música y ContraCultura
- Música y Contracultura 1980 - 1984 . (Grabado en 1983).Opción Sónica, 1992

### Con Casino Shanghai
- Film (Comrock, 1985)

### Con Sangre Asteka
- Sangre Asteka (1991, Lejos del Paraíso, 2 ediciones)
- Sangre Asteka Renacer.Eklektiko Producciones.2025
- Colaboraciones
- Clavecin en "La limosna" del disco Vuelta a la izquierda prohibida en Revolución del grupo OnTa, 1978. Discos Pueblo
- Arreglos,dirección musical y clavecin en el disco "El mundo de Margarita" de Margarita Robleda.Ed. Independiente.1978
- Teclados en el disco Un producto de los 60s de Eblen Macari,1981.Ediciones Jabalí Trepador
- Teclados y arreglos en el disco Roxy Rock,Discos Supertrack.1983.
- Teclados en el disco Nota Roja. Discos Fotón,1982.
- Acordeón en "Dicen" de Flora Casanova.2020
- Acordeón en "Costumbres" cover de Distorhead.2022.
- Acordeón y voz en  Black Box Recordings de Craig Manga.Londres 2022
- Acordeón en EzDuzit y Trilogia de Pedro Alsama.Portugal.2023
- Acordeón, clavecin y tambor darbuka en Teonanaktl Desert ft. Carlos Vivanco.2023
- Acordeón en el nuevo disco de Trolebus. 2025